# インディアナ州刑務所
インディアナ州刑務所（The Indiana State Prison）は、アメリカ合衆国インディアナ州に所在する、インディアナ州矯正局（Indiana Department of Corrections）運営の刑務所 。1860年に設立された。
被収容者数：2,200人（2006年）  2,165人 (2011年)。

## 参照
1. ↑  MapQuest: Maps, Directions, Gas Prices & Business Directory
2. 1 2  Indiana State Prison
3. ↑  “Indiana State Prison History.” Available on request from Indiana State Prison, Michigan City, Indiana.
4. ↑  Indiana State Prison

## 関連する項目
インディアナ州刑務所の脱獄事件（1933年）